# 派蒂·莫瑞
帕特里夏·林恩·莫瑞（英語：Patricia Lynn Murray；1950年10月11日—），原姓約翰斯（英語：Johns），是美国一位民主黨的政治人物，曾任美國參議院臨時議長。她在1992年首次當選為華盛頓州聯邦參議院議員，成為該州第一名女性聯邦參議員，她也在1998年、2004年、2010年的選舉中獲得連任。
莫瑞於2007年開始成為多數黨會議秘書，令她成為在參議院第四排名最高的民主黨人和最高排名的女性。她曾在2001年至2003年以及2011年至2013年領導民主黨參議院競選委員會；也在2013年至2015年期間擔任參議院預算委員會主席和削減赤字聯合委員會聯合主席。自2015年1月，莫瑞成為健康、教育、勞工與養老金委員會的民主黨副主席。2023年1月3日，因當時最資深的民主黨參議員黛安·范士丹婉拒之故，使其遞補就任參議院臨時議長；同年9月起，她成為聯邦參議院內第三資深的議員與最資深的民主黨參議員。

## 延伸閱讀
- Background and collected news at The Washington Post
- 美國國會國家人物傳記大辭典中的傳記
- 由華盛頓郵報維護的投票記錄
- 智慧投票计划中的傳記、投票紀錄及利益集團評級
- Congressional profile at GovTrack
- Congressional profile at OpenCongress
- Issue positions and quotes at On the Issues
- Financial information at OpenSecrets.org
- Staff salaries, trips and personal finance at LegiStorm.com
- 聯邦選舉委員會中的競選財務報告和數據
- Appearances on C-SPAN programs
- 網路電影資料庫上的亮相頁面
- Collected news and commentary at The New York Times
- Works by or about 派蒂·莫瑞 in libraries (WorldCat catalog)
- Profile at Ballotpedia

## 外部連結
- 派蒂·莫瑞 （页面存档备份，存于）參議院官方網站
- 派蒂·莫瑞參議員競選網站 （页面存档备份，存于）
- C-SPAN內的頁面（英文）
- 中的“派蒂·莫瑞”

| 政党职务                 | 政党职务                                                                                   | 政党职务               |
| ------------------------ | ------------------------------------------------------------------------------------------ | ---------------------- |
| 前任者： 布羅克·亞當斯   | 美國參議員華盛頓州民主黨被提名人 （第3類） 1992年、1998年、 2004年、2010年、2016年、2022年 | 最新的                 |
| 前任者： 羅伯特·托里切利 | 民主黨參議院競選委員會主席 2001年－2003年 2011年－2013年                                   | 繼任者： 喬恩·科爾津   |
| 前任者： 羅伯特·曼南德茲 | 民主黨參議院競選委員會主席 2001年－2003年 2011年－2013年                                   | 繼任者： 麥克·班尼     |
| 前任者： 黛比·史戴比拿   | 參議院民主黨會議秘書 2007年－2017年                                                        | 繼任者： 塔米·鮑德溫   |
| 新頭銜                   | 參議院民主黨助理領袖 2017年－2023年                                                        | 繼任者： 职务废止      |
| 美国参议院               |                                                                                            |                        |
| 前任者： 布羅克·亞當斯   | 華盛頓州第3類參議員 1993年－ 與史雷德·戈登、瑪麗亞·坎特威爾同時在任                        | 現任                   |
| 前任者： 丹尼爾·阿卡卡   | 參議院退伍軍人事務委員會主席 2011年－2013年                                                | 繼任者： 伯尼·桑德斯   |
| 新頭銜                   | 削減赤字聯合委員會主席 2011年－2012年                                                      | 職位取消               |
| 前任者： 肯特·康拉德     | 參議院預算委員會主席 2013年－2015年                                                        | 繼任者： 麥克·恩齊     |
| 前任者： 拉馬爾·亞歷山大 | 参议院健康、教育、劳工和养老金委员会高阶委员 2015年－2021年                                | 繼任者： 理查·波爾     |
| 前任者： 拉馬爾·亞歷山大 | 参议院健康、教育、劳工和养老金委员会主席 2021年－2023年                                    | 繼任者： 伯尼·桑德斯   |
| 前任者： 派屈克·萊希     | 美國參議院臨時議長 2023年－2024年                                                          | 繼任者： 查克·葛雷斯利 |
| 前任者： 派屈克·萊希     | 参议院拨款委员会主席 2023年－2025年                                                        | 繼任者： 蘇珊·柯林斯   |
| 美國排位名單             |                                                                                            |                        |
| 前任者： 米奇·麥康諾     | 美國參議員資歷 第3位                                                                       | 繼任者： 榮·懷登       |